# 坎普爾地鐵
坎普爾地鐵是印度北方邦坎普爾的地鐵系統。橙線工程於2019年11月15日開展，全長8.98公里，2021年12月28日通車。